# Isolepis natans
Isolepis natans là loài thực vật có hoa trong họ Cói. Loài này được (Thunb.) A.Dietr. mô tả khoa học đầu tiên năm 1832.